# آس و پاس (فیلم ۱۳۹۴)
آس و پاس فیلمی به کارگردانی آرش معیریان، نویسندگی اصغر نعیمی و تهیه‌کنندگی محمدحسین فرحبخش و عبدالله علیخانی محصول سال ۱۳۹۴ است. این فیلم در تاریخ ۲۸ مهر ۱۳۹۵ در سینماهای ایران اکران شده‌است.

## خلاصه فیلم
این فیلم داستان رویارویی یک پسرک آس و پاس با شیخی عرب را بازگو می‌کند. مرز کمرنگي بين واقعيت و خيال است. حسن آس و پاس در مسير وصول طلب پدر مرحومش از ملک سلمان کلاهبردار، در فضايي فانتزي تبديل به شخصي رويايي مي شود اما عشق به دختر ملک سلمان او را از ادامه ي ماموريتش باز مي‌دارد.

## بازیگران
- سحر قریشی در نقش پریناز
- محمدرضا شریفی‌نیا در نقش سلمان
- محمدرضا هدایتی در نقش حسن
- مهران غفوریان در نقش ناصر
- بهاره رهنما در نقش توران
- حسام نواب‌صفوی در نقش پرویز
- لیلا بلوکات در نقش فریبا